# Phengaris
Phengaris is een geslacht van vlinders uit de familie Lycaenidae (kleine pages, vuurvlinders en blauwtjes). Phengaris-soorten komen voor in Eurazië.

## Taxonomie
Het Berggentiaanblauwtje, Gentiaanblauwtje, Tijmblauwtje, Donker pimpernelblauwtje en het Pimpernelblauwtje horen volgens sommige auteurs in het geslacht Maculinea.

## Soorten
- Phengaris albida (Leech, 1893)
- Phengaris alcon (Denis & Schiffermüller, 1775) - Gentiaanblauwtje
- Phengaris arion (Linnaeus, 1758) - Tijmblauwtje
- Phengaris atroguttata (Oberthür, 1876)
- Phengaris cyanecula (Eversmann, 1848)
- Phengaris daitozana (Wileman, 1908)
- Phengaris kurentzovi (Sibatani, Saigusa & Hirowatari, 1994)
- Phengaris nausithous (Bergsträsser, 1779) - Donker pimpernelblauwtje
- Phengaris ogumae (Matsumura, 1910)
- Phengaris rebeli (Hirschke, 1904) - Berggentiaanblauwtje
- Phengaris teleius (Bergsträsser, 1779) - Pimpernelblauwtje
- Phengaris xiushani (Wang & Settele, 2010)